# Natalia Navarro
Natalia Navarro Galvis (Barranquilla, 12 agosto 1987) è una modella colombiana, incoronata Miss Colombia il 16 novembre 2009 in rappresentanza del dipartimento di Bolívar.
In occasione del concorso Miss Colombia, la Navarro ha ottenuto anche il titolo di Best Figure, Best Face e Miss Photogenic.
Studentessa presso la Florida International University di Miami, grazie alla vittoria del titolo di Miss Colombia, Natalia Navarro ha ottenuto il diritto di rappresentare la Colombia a Miss Universo 2010, che si è tenuto il 23 agosto 2010 a Las vegas, e che ha visto la delegata colombiana classificarsi fra le quindici semifinaliste della manifestazione. Precisamente la modella colombiana si è classificata al dodicesimo posto.